# Lucera
Lucera is een Italiaanse stad in de regio Apulië, in de provincie Foggia. De stad is gesitueerd op de bergen van de Daunia en kijkt uit over de vruchtbare Tavoliere. De stad is van Romeinse oorsprong. In deze periode werd de plaats Luceria Augusta genoemd. De stad werd door de Byzantijnen verwoest in 663 en pas weer in de dertiende eeuw opgebouwd door Frederik II die er een kolonie stichtte voor de ongeveer 20.000 moslims die hij had verdreven van Sicilië. De stad stond in deze periode bekend als Lucaera Saracenorum. Lucera werd in 1300 op aandringen van de paus door koning Karel II van Napels verwoest, waarbij de bewoners die zich nog niet hadden bekeerd tot het christendom werden verkocht als slaaf. Op de ruïne van de moskee werd de huidige kathedraal gebouwd.
Het huidige Lucera heeft een goed bewaard gebleven middeleeuws centrum. Het pronkstuk staat daar echter net buiten; het Castello Svevo (Zwabische kasteel). Dit door Frederik II gebouwde kasteel behoort tot de grootste van Italië. De omtrek meet bijna een kilometer, de hoogte van de kasteelmuur is 14 meter. Bij de stad liggen tevens de resten van een Romeins amfitheater uit de eerste eeuw.

## Geboren
- Franciscus Antonius Fasani (1681-1742)
- Mario Sansone (1900-1996), hoogleraar literatuur aan de universiteit van Bari

## Afbeeldingen

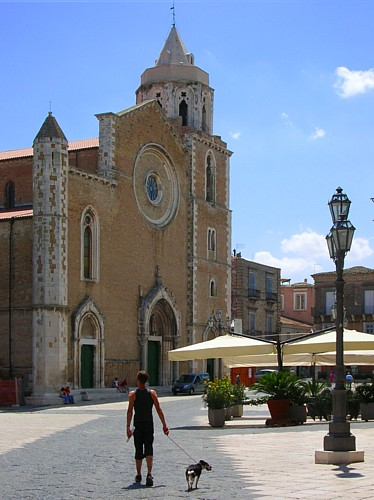
Kathedraal
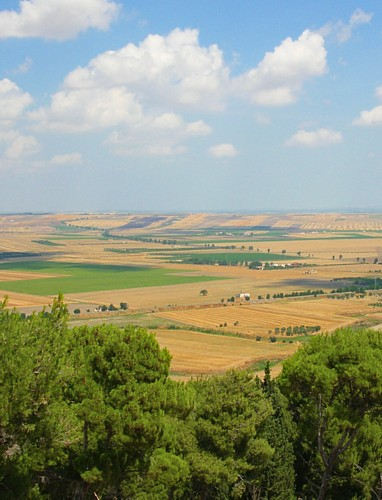
Tavoliere